# Katō Tomosaburō
Kato, Tomosaburo (加藤 友三郎, Katou Tomosaburou)(22. februar 1861 i Hiroshima-24. august 1923 i Tokio) var japansk baron og statsmand. 
Kato uddannedes som søofficer, blev ved udbruddet af den russisk-japanske krig stabschef på admiral Kamimuras krydsereskadre og deltog i det afgørende søslag ved Tsushima 27. maj 1905 som stabschef hos admiral Togo. Ved Japans indtræden i 1. verdenskrig blev han chef for 1. Eskadre og 1915—21 marineminister i begge grev Okuma’s og de to følgende kabinetter (Terautsji’s og Kei Hara’s). På afrustningskonferencen i Washington fra november 1921 til februar 1922 var han Japans repræsentant og fik som førsteminister (12. juni 1922—24. august 1923) det hverv at gennemføre konferencens forskellige traktater og bestemmelser. Han blev syg i begyndelsen af året og overdrog ledelsen af forretningerne til grev Utsjida som førsteminister ad interim. 